# Lithodora
- Commons
- Wikispecies

Lithodora é um gênero de plantas pertencente à família Boraginaceae.